# Richard Wood, Baron Holderness
Richard Frederick Wood, Baron Holderness PC DL (* 5. Oktober 1920 in London; † 11. August 2002) war ein britischer Politiker der Conservative Party, der 29 Jahre lang Abgeordneter des House of Commons sowie mehrmals Minister war und 1979 als Life Peer aufgrund des Life Peerages Act 1958 Mitglied des House of Lords wurde.

## Leben

### Familiäre Herkunft und Zweiter Weltkrieg
Wood war der dritte Sohn von Edward Frederick Lindley Wood, der unter anderem zwischen 1926 und 1931 Vizekönig von Indien sowie von 1938 bis 1940 Außenminister in den Regierungen der Premierminister Neville Chamberlain und Winston Churchill war und 1944 1. Earl of Halifax wurde.
Nach dem Besuch des Eton College wurde er im Februar 1940 Attaché im Stab von Percy Lyham Loraine, der zu der Zeit Botschafter in Italien war. Nach einer kurzen Verwendung bei der King’s Own Yorkshire Light Infantry wurde er im Dezember 1940 Kadett in der Royal Military Academy Sandhurst und trat anschließend im Frühjahr 1941 als Lieutenant seinen Militärdienst beim King’s Royal Rifle Corps an, in dem er seit September 1941 an Kampfeinsätzen im Mittleren Osten teilnahm. Danach nahm er seit Januar 1942 am Afrikafeldzug, ehe er an Ikterus erkrankte, während sein zweitältester Bruder Major Francis Hugh Peter Courtenay Wood am 26. Oktober 1942 bei der zweiten Schlacht von El Alamein fiel.
Wenige Wochen später wurde er selbst am 30. Dezember 1942 durch einen Bombenangriff durch Sturzkampfflugzeuge der Luftwaffe so schwer verletzt, dass ihm beide Beine amputiert werden mussten. In der Folgezeit erhielt er Prothesen, deren Gebrauch er in Veteranenheimen in den USA vorstellte.

### Unterhausmitglied
Nach seiner Rückkehr nach Großbritannien begann er 1945 ein Studium im Studiengang Philosophy, Politics and Economics (PPE) am New College der University of Oxford. Zu dieser Zeit begann er sein Engagement für Menschen mit Behinderung und trat insbesondere für eine bessere Unterstützung der 40.000 gliedmaßenamputierten ehemaligen Soldaten und ihrer Familien ein. Während seines Studiums begann er sein politisches Engagement und kandidierte zusammen mit Tony Benn für die Studentenvertretung.
Bei den Unterhauswahlen am 23. Februar 1950 wurde Wood als Kandidat der Conservative Party im Wahlkreis Bridlington erstmals zum Abgeordneten in das House of Commons gewählt. Bei seiner ersten Wahl konnte er sich mit 26.124 Stimmen (50,9 %) deutlich gegen den Kandidaten der Liberal Party George Wadsworth durchsetzen, der lediglich auf 16.158 Wählerstimmen (31,5 %) kam. Er vertrat den Wahlkreis über 29 Jahre lang bis zu seinem Verzicht auf eine erneute Kandidatur bei den Unterhauswahlen am 3. Mai 1979.

### Juniorminister
Nach dem Wahlsieg der konservativen Torys bei den Unterhauswahlen vom 25. Oktober 1951 wurde Wood Parlamentarischer Privatsekretär beim Minister für Pensionen, Derick Heathcoat-Amory. Anschließend blieb er zwischen 1953 und 1955 Parlamentarischer Privatsekretär von Derick Heathcoat-Amory, der zunächst Staatsminister im Handelsministerium (Board of Trade) sowie danach seit Oktober 1954 Minister für Landwirtschaft, Fischerei und Ernährung (Minister of Agriculture, Fisheries and Food) war.
Im Anschluss kehrte er 1955 in das Ministerium für Pensionen und die Nationalversicherung zurück, in dem er bis 1958 als Gemeinsamer Parlamentarischer Sekretär (Joint Parliamentary Secretary) einer der engsten Mitarbeiter von Minister John Boyd-Carpenter war. 1958 wechselte er als Parlamentarischer Sekretär in das Ministerium für Arbeit und Wehrdienst und gehörte als solcher bis 1959 zum Beraterkreis des damaligen Minister Iain MacLeod.

### Minister

#### Regierungen Macmillan und Douglas-Home
Am 14. Oktober 1959 wurde Wood von Premierminister Harold Macmillan als Nachfolger von Percy Mills, 1. Baron Mills zum Energieminister (Minister of Power) ernannt, gehörte aber nicht wie sein Vorgänger dem Kabinett an. 1959 wurde er ferner Privy Councillor.
Als Energieminister war er verantwortlich für Kohle, Gas und Elektrizitätsindustrie. Seine bis zur Ablösung durch Frederick Erroll am 20. Oktober 1963 dauernde Amtszeit war geprägt von weitreichenden Änderungen. Es kam zu einem Rückgang in der Nachfrage nach Kohle und die Bergarbeitergewerkschaft (National Union of Mineworkers) war besorgt über die Konkurrenz mit der Ölindustrie. Dabei hatte er aufgrund seiner linksgerichteten Ansichten innerhalb der konservativen Tories das Vertrauen der zunehmend militanter agierenden Gewerkschaftsfunktionäre. Andererseits stieß die von ihm durchgeführte Ernennung von Alfred Robens, der für die Labour Party den Wahlkreis Blyth als Abgeordneter im Unterhaus vertrat, zum Vorsitzenden der Nationalen Kohlebehörde (National Coal Board) 1961 auf massive Kritik bei einigen konservativen Hinterbänklern.
Zu dieser Zeit war Wood, dem die University of Sheffield 1962 einen Ehrendoktor der Rechtswissenschaften (Hon. LL.D.) verlieh, auch verantwortlich für den Bau von Kernkraftwerken und den Bau neuer Hochspannungsleitungen sowie für die Eröffnung des Öltankerterminals für die Erdölraffinerie in Milford Haven und die Planung für ein Netzwerk für Erdölpipelines, die weite Bereiche von England betrafen. Zu der gleichen Zeit kam es 1962 zu Lohnerhöhungen von 2,5 %.
Nach dem Rücktritt von Premierminister Macmillan wurde er von dessen Nachfolger Alec Douglas-Home am 21. Oktober 1963 zum Minister für Pensionen und die Nationalversicherung (Minister of Pensions and National Insurance) und folgte damit Niall Macpherson. Dieses Minister bekleidete er bis zum Ende der Regierungszeit von Douglas-Home nach der Niederlage bei den Unterhauswahlen am 15. Oktober 1964. In seiner Arbeit als Minister wurde er von Margaret Thatcher und Lynch Maydon unterstützt.
1962 wurde er Ehren-Oberst der Queen’s Royal Rifles und 1967 des 4. Freiwilligenbataillons der Royal Green Jackets. Darüber hinaus wurde er 1967 Deputy Lieutenant der East Riding of Yorkshire.

#### Regierung Heath
Als nach fast sechsjähriger Opposition die konservativen Tories nach dem Wahlsieg bei den Unterhauswahlen am 18. Juni 1970 mit Edward Heath wieder den Premierminister stellen konnten, wurde Richard Wood Minister für überseeische Entwicklung (Minister for Overseas Development) im Ministerium für Auswärtiges und Angelegenheiten des Commonwealth of Nations (Foreign and Commonwealth Office). Das Ministeramt übte er bis zum Ende von Heaths Amtszeit am 7. März 1974 nach der Wahlniederlage bei den Unterhauswahlen am 28. Februar 1974 aus.
Im Dezember 1974 wurde Wood als möglicher Nachfolger von Edward Heath als Vorsitzender der Conservative Party genannt, verzichtete aber auf eine tatsächliche Kandidatur, so dass Margaret Thatcher 1975 Parteivorsitzende wurde.
Nach seinem Ausscheiden aus der Regierung übernahm er Funktionen in der Privatwirtschaft und war zwischen 1974 und 1986 Mitglied des Direktoriums der Hargreaves Group sowie von 1981 bis 1990 auch Mitglied des Regionalvorstands von Humberside der Lloyds Banking Group. 1978 verlieh ihm die University of Leeds einen weiteren Ehrendoktor der Rechtswissenschaften ebenso wie 1982 die University of Hull.

### Oberhausmitglied
Durch ein Letters Patent vom 7. August 1979 wurde Wood nach seinem Ausscheiden aus dem House of Commons als Life Peer mit dem Titel  Baron Holderness, of Bishop Wilton in the County of Humberside, aufgrund des Life Peerages Act 1958 in den Adelsstand erhoben und gehörte bis zu seinem Tod dem House of Lords als Mitglied an. Seine offizielle Einführung (Introduction) als Mitglied des House of Lords erfolgte am 14. November 1979 mit Unterstützung durch Nathaniel Fiennes, 21. Baron Saye and Sele und Peter Carington, 6. Baron Carrington. Während seiner Oberhauszugehörigkeit war er Mitglied zahlreicher Ausschüsse und Kommissionen.
Aufgrund seiner eigenen Behinderung engagierte sich Wood in einigen Behindertenorganisation und war zwischen 1983 und 1996 Präsident der Königin-Elisabeth-Stiftung für Behinderte sowie von 1987 bis 1991 Vorsitzender der Verwaltung für Dienstleistungen für Behinderte (Disablement Services Authority ).